# Поліщук Олександр Дмитрович
Олександр Дмитрович Поліщук (нар. 5 травня 1948) — радянський футболіст та український тренер, виступав на позиції півзахисника.

## Кар'єра гравця
Дорослу футбольну кар'єру розпочав 1967 року в дублі одеського «Чорноморця». Наступного року перейшов до «Шахтаря» (Красний Луч) з Класу «Б» чемпіонату СРСР. По ходу сезону 1968 року отримав повістку до армії, військову службу проходив у складі одеського СКА. Відіграв два сезони, а після звільнення зі служби повернувся до «Чорноморця». У футболці одеського клубу дебютував 16 березня 1971 року в програному (0:1) виїзному поєдинку 1/16 фіналу кубку СРСР проти єреванського «Арарата». Олександр вийшов на поле на 70-й хвилині, замінивши Валерія Поркуяна. У Першій лізі чемпіонату СРСР дебютував 24 травня 1971 року в переможному (2:1) виїзному поєдинку 10-го туру проти кутаїського «Торпедо». Поліщук вийшов на поле в стартовому складі та відіграв увесь матч. Першим голом за «Чорноморець» відзначився 30 вересня 1971 року на 14-й хвилині переможного (1:0) домашнього поєдинку 35-го туру проти куйбишевських «Крил Рад». Олександр вийшов на поле в стартовому складі та відіграв увесь матч. Провів три сезони в Першій лізі України. У 1974 році не виступав. В еліті радянського футболу дебютував 7 червня 1975 року в програному (0:1) виїзному поєдинку 10-го туру проти тбіліського «Динамо». Поліщук вийшов на поле в стартовому складі та відіграв увесь матч. Свій єдиний матч в єврокубках провів 1 жовтня 1975 року, в програному (0:3) виїзному поєдинку матчу-відповіді 1/32 фіналу Кубку УЄФА проти римського «Лаціо». Олександр Поліщук вийшов на поле в стартовому складі, а на 63-й хвилині його замінив Володимир Плоскіна. Єдиним голом за «Чорноморець» у Вищій лізі СРСР дебютував 23 травня 1976 року на 75-й хвилині переможного (2:1) домашнього поєдинку 8-го туру проти дніпровського «Дніпра». Олександр вийшов на поле на 63-й хвилині, замінивши Олега Серебрянського. Провів два сезони у Вищій лізі СРСР.
У 1977 році перейшов до «Металурга». У футболці запорізького клубу дебютував 27 березня 1977 року в переможному (2:1) домашньому поєдинку 1/32 фіналу кубку СРСР проти берестейського «Динамо». Олександр вийшов на поле в стартовому складі та відіграв увесь матч, а на 84-й хвилині відзначився першим голом (реалізував пенальті) у новій команді. У Першій лізі СРСР дебютував у складі «металургів» 13 квітня 1977 року в нічийному (1:1) домашньому поєдинку 1-го туру проти ленінградського «Динамо». Поліщук вийшов на поле в стартовому складі та відіграв увесь матч. Своїм першим голом за запорізький клуб у Першій лізі відзначився 27 квітня 1977 року на 78-й хвилині програному (1:2) виїзному поєдинку 4-го туру проти московського «Спартака». Олександр вийшов на поле в стартовому складі та відіграв увесь матч. У сезоні 1977 року зіграв 33 матчі (3 голи) провів у Першій лізі України, ще 2 поєдинки (1 гол) зіграв у кубку СРСР. З 1978 по 1979 рік виступав у Другій лізі СРСР за «Дніпро» (Черкаси) та «Араз» (Нахічевань).
Потім тривалий період часу не грав. У 1982 році виступав за дубль одеського «Чорноморця», але по ходу сезону перейшов до аматорського колективу «Динамо» (Одеса).

## Кар'єра тренера
По завершенні кар'єри гравця розпочав тренерську діяльність. З 2004 по 2005 рік очолював одеський «Реал».